# Alfred C. Crowle
Alfred C. Crowle (Cornualles, Inglaterra; 30 de noviembre de 1889-27 de agosto de 1979 ) fue un futbolista y entrenador inglés. Fue parte del grupo de mineros que emigraron a Pachuca, Hidalgo, ya que en 1900 el general Porfirio Díaz otorgó diversas concesiones mineras a empresas británicas. Los mineros ingleses trabajaron en las minas de Pachuca y Real Del Monte, practicando fútbol como pasatiempo y después de manera ya más organizada y creando el Pachuca Athletic Club, posteriormente nacieron el Reforma Athletic Club, el British Club, y el México Cricket Club.
Otros grandes jugadores de la época fueron Percy Clifford y Robert J. Blackmoore quien, junto con Crowle, trajo las reglas de juego a México. De 1917 a 1920, C.F. Pachuca fue campeón de la Liga Amateur, bajo la tutela de Crowle

## Época con el Necaxa
Alfred C Crowle, que desde 1904 había venido figurando en las filas del Pachuca AC., fue traído a la capital por William S.  Porter,  antiguo jugador del Rovers, para ingresar a la compañía de Luz y fuerza,  y al incorporarse a su nuevo trabajo, ingresó inmediatamente a las filas del Tranvías. Por su larga experiencia como jugador y por sus grandes conocimientos técnicos, fue designado asesor de la comisión encargada de redactar los estatutos que iban a regir en la fundación del Club Necaxa. 
Es pues el 21 de agosto de 1923 que nace el Necaxa como producto de la fusión del Luz y Fuerza y Tranvías, donde jugó hasta 1927 y después fue su técnico cimentando las bases para la consolidación del equipo en la década de 1930.

## Selección mexicana
Crowle dirigió  la selección mexicana después del fracaso de Roma de 1934, y en 1935, a invitación de la junta Salvadoreña, México asiste al Torneo de Fútbol de los III Juegos Centroamericanos y del Caribe en San Salvador. 
Era la época en que el Necaxa estaba en la cúspide del fútbol mexicano y la delegación se formó con base principal del equipo. Crowle fue el entrenador obteniendo el primer gran éxito como selección en la historia al ganar todos sus encuentros, coronándose invictos y llevándose la medalla de oro para México.
Los resultados fueron los siguientes:
México 8  El Salvador 1, México 5 Guatemala 1, México 6 Cuba 1, México 8 Honduras 2 y México 2 Costa Rica 0.

## Últimos años
Crowle fue delegado y presidente de la federación mexicana además de jugador durante 26 temporadas y al terminar sus días como jugador activo pasó a desempeñar durante muchos años la secretaría técnica del club Necaxa.

## Palmarés

### Como jugador
| Título        | Club         | País   | Año     |
| ------------- | ------------ | ------ | ------- |
| Liga Mexicana | Pachuca A.C. | México | 1904-05 |
| Copa Tower    | Pachuca A.C. | México | 1907-08 |
| Copa Tower    | Pachuca A.C. | México | 1911-12 |

### Como entrenador
| Título                                                       | Equipo             | País        | Año     |
| ------------------------------------------------------------ | ------------------ | ----------- | ------- |
| Copa México                                                  | Club Necaxa        | México      | 1932-33 |
| Primera División de México                                   | Club Necaxa        | México      | 1932-33 |
| Primera División de México                                   | Club Necaxa        | México      | 1934-35 |
| Torneo de Fútbol de los Juegos Centroamericanos y del Caribe | Selección mexicana | El Salvador | 1935    |